# Philibertia zongoensis
Philibertia zongoensis är en oleanderväxtart som beskrevs av Goyder. Philibertia zongoensis ingår i släktet Philibertia och familjen oleanderväxter. Inga underarter finns listade i Catalogue of Life.